# Доля Марті Файна
Доля Марті Файна (англ. The Destiny of Marty Fine) — американський фільм 1996 року.

## Сюжет
Марті планує відкрити боксерський тренувальний табір. Майбутнього інвестора раптом застрелили а Марті стає свідком вбивства. Тому місцевий бос мафії хоче гарантій, що Марті буде мовчати. Його змушують убити іншого в обмін на власне життя.

## У ролях
- Алан Гельфант — Марті
- Джеймс ЛеГрос — Грілл
- Кетрін Кінер — Лена
- Майкл Айронсайд — містер Капеллі
- Гленн Пламмер — Майкі
- Джон Діл — Дік
- Норман Фелл — Деріл
- Аль Альмейда
- Рене Асса — Сел
- Монті Бейн — найманий вбивця 1
- Віллі Гарсон — Джек
- Мелінда Гілл — танцюристка
- Дженсен Кей — хлопчик
- Кетрін ЛаНаса — Емі
- Крістіна Лоджа — Еліс
- Тімоті МакНіл — Піт
- Френк Медрано — Євгеній
- Марк Руффало — Бретт
- Сандра Сікет — жінка на пляжі
- Сарабет Тучек — Келлі